# ダンバートン
ダンバートン（Dumbarton）は、スコットランドのタウンで、ウェスト・ダンバートンシャーの行政の中心地である。かつては歴史的カウンティのダンバートンシャーに属していた。人口は20,480人（2022年推計）。
古代のストラスクライド王国（カンブリア語: Ystrad Clud または Alclud / Alt Clut）の首都で、後にダンバートンシャーのカウンティ・タウンとなった。このエリアは、ダンバートン・ロックの頂上に位置するダンバートン城が支配拠点となっていた。1222年から1975年まで、ダンバートンは王室バラであった。19世紀からダンバートンは、造船業、ガラス製造業、ウィスキー醸造業の中心となっていた。しかしこれらの産業は衰退したり消滅したりしたため、現在ダンバートンは、東南東21km離れたグラスゴーのベッドタウンとしての役割が大きくなってきている。

## 出身人物
- デヴィッド・バーン - アーティスト
- マシュー・ステュアート (第4代レノックス伯)
- ポール・スチュワート - レーシングドライバー